# Imnadia cristata
Imnadia cristata là một loài động vật giáp xác thuộc họ Limnadiidae. Đây là loài đặc hữu của Serbia và Montenegro.